# Lecanora congesta
Lecanora congesta är en lavart som beskrevs av Clauzade & Vezda. Lecanora congesta ingår i släktet Lecanora och familjen Lecanoraceae.   Inga underarter finns listade i Catalogue of Life.